# Filadelfo de Bizancio
Filadelfo fue el primer obispo de Bizancio después de la administración de ocho años de la Iglesia de Bizancio por un sacerdote cuyo nombre no ha sido registrado. Fue obispo durante seis años (211 - 217).